# Corrida

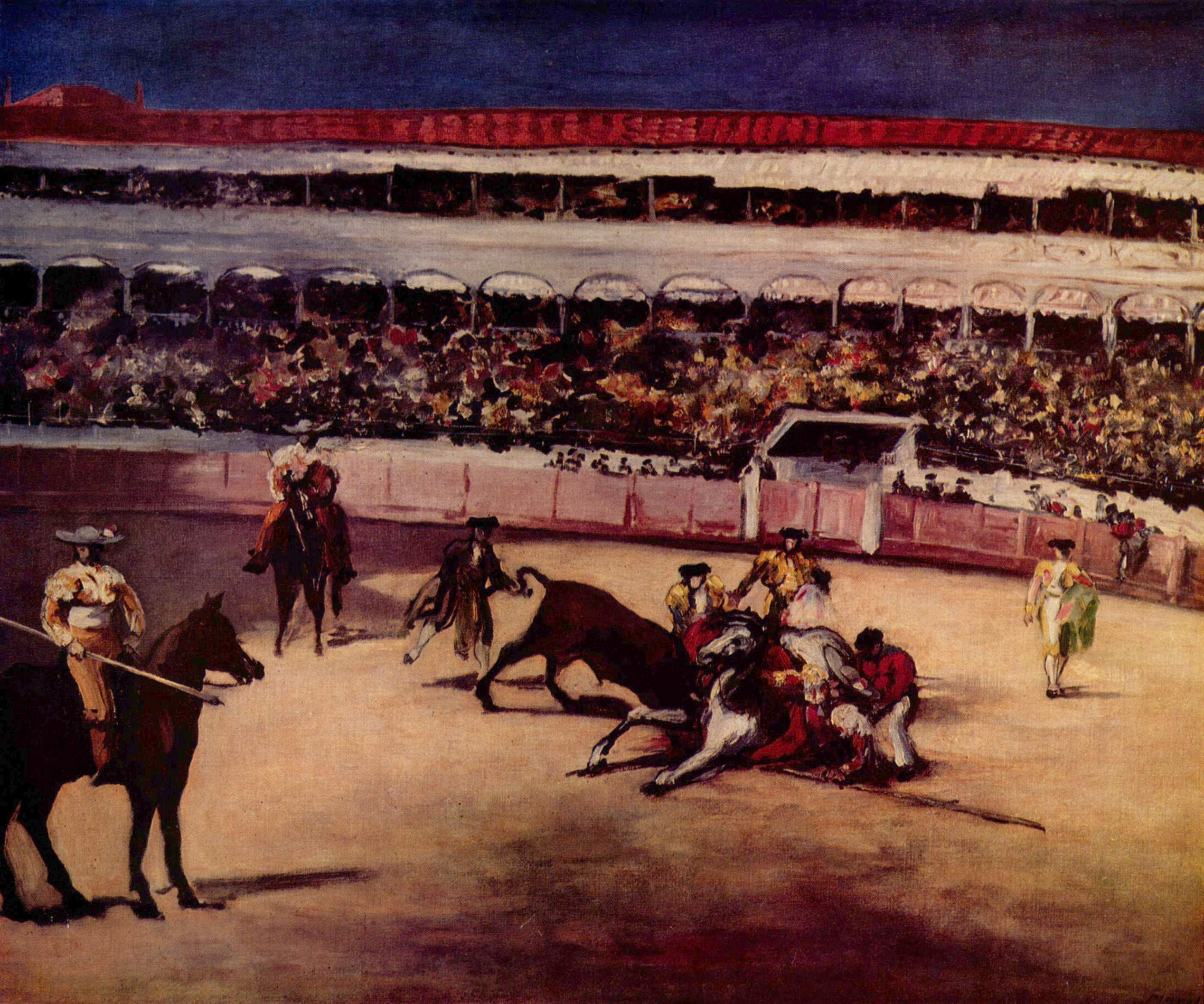
Édouard Manet, Corrida

La corrida o corrida de toros è un tipo di tauromachia di antica provenienza. Corse, lotte o cacce con tori o altri bovini si organizzavano già presso gli antichi Greci, gli Etruschi e i Romani: per esempio un tipo di corrida definito giostra dei tori era popolare nello Stato pontificio e si svolgeva anche nel celebre sferisterio di Macerata; inoltre vi era la Caccia ai Tori in Campo San Polo a Venezia. Questa manifestazione è attualmente praticata prevalentemente in Spagna e in diversi Paesi dell'America Latina come Messico, Perù, Venezuela, Ecuador, Colombia, Costa Rica, Panama, Bolivia e anche nel sud della Francia. In Portogallo si celebra in maniera leggermente diversa rispetto alla Spagna.
Mentre in italiano con il termine corrida ci si riferisce sia al singolo evento sia più genericamente allo spettacolo tauromachico inteso come attività, in maniera decontestualizzata (per esempio in espressioni quali amare, odiare la c.; il mondo della c.; essere favorevoli, contrari alla c.), in spagnolo il termine corrida (sottintendendo de toros) indica esclusivamente il singolo incontro o evento (analogamente a quanto accade in italiano col termine partita per il calcio: la c. del tale giorno; una bella, brutta c.), mentre per riferirsi all'attività in sé si utilizzano altre definizioni, come Tauromaquia, Fiesta Nacional, Fiesta de los Toros o, più spesso, semplicemente Los Toros.

## Posizione della Chiesa cattolica
Nel 1567 San Pio V aveva decretato con la bolla De salutis gregis dominici che chi partecipava alle corride incorreva automaticamente (latae sententiae) nella pena della scomunica. La bolla venne ritirata da Clemente VIII con il documento Suspectus numerus (12 gennaio 1597).

## Origini storiche

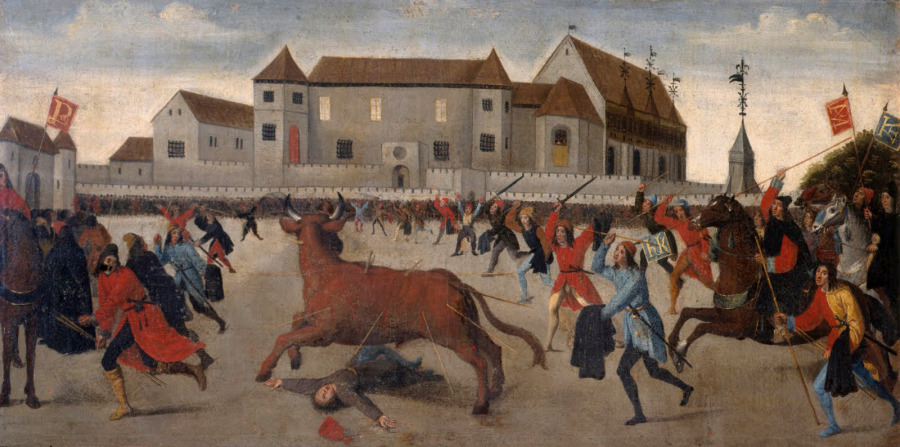
Corrida a Benavente in onore di Filippo il Bello, 1506

Le prime gare con i tori in Spagna risalgono a circa l'800 dopo Cristo e si hanno notizie documentate di feste con tauromachie a Cuéllar (Segovia) nell'anno 1215 ma la corrida più simile a come la si conosce oggi risale al XIV secolo ed era praticata solo dai nobili a cavallo, che fieramente davano sfoggio della loro abilità affrontando i tori per una questione di prestigio e di onore, con servitori pronti ad assisterli in qualsiasi momento. Nel 1542 la città di Barcellona omaggiava il principe Filippo, futuro Filippo II di Spagna con "luminarias, danzas, máscaras y juegos de toros". 

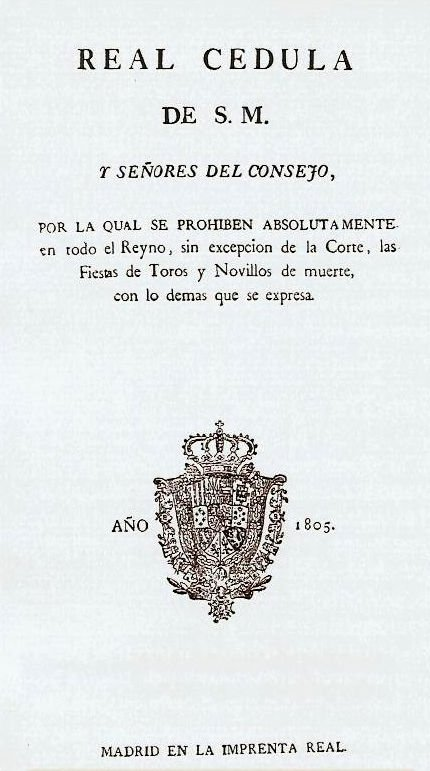
Real Cedula per proibire la corrida

La prima scuola di tauromachia fu fondata a Siviglia nel 1670 e venne ufficializzata, solo nel 1830 con regio decreto da Ferdinando VII. I Borbone di Francia disprezzavano questo spettacolo cruento così lontano dall'eleganza e dalla grazia della corte di Versailles. Nel 1723 Filippo V la proibì per quasi venticinque anni, ma Ferdinando VI, il suo successore, la concesse di nuovo ai propri sudditi. Era l'epoca dei Lumi e la stragrande maggioranza dei nobili, degli aristocratici e degli intellettuali si opponeva alle corride e ne chiedeva apertamente l'abolizione in nome del trionfo della ragione e della civiltà. 

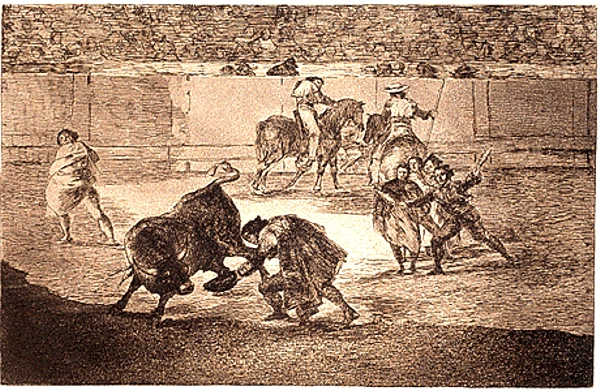
Incisione di Francisco Goya contenuta nella serie La tauromaquia

Fu allora il popolo ad impossessarsi della festa, i nobili cavalieri furono rimpiazzati dai picadores con la funzione di frenare le cariche dell'animale senza ucciderlo, come invece facevano i nobili, mentre i loro assistenti e i servitori di un tempo si trasformarono nei toreri appiedati che arpionavano, combattevano ed uccidevano l'animale con la spada. Era nata la corrida come la conosciamo oggi. Nel 1805 Carlo IV emise la Real Cedula che vietava formalmente la corrida, ma di fatto questo editto non ebbe alcuna efficacia.
Sotto Franco ci fu una sorta di sottacere riguardo alle corride, per non dare un'idea violenta della Spagna all'estero. Negli anni '60 ci fu invece un periodo di grande popolarità per la corrida. I romanzi di Ibáñez ed Hemingway alimentarono il mito della corrida e del torero, così come i ruoli svolti da star del cinema quali Sophia Loren, Ava Gardner, Gina Lollobrigida e Lucia Bosè in film che parlavano di toreri.

## Descrizione

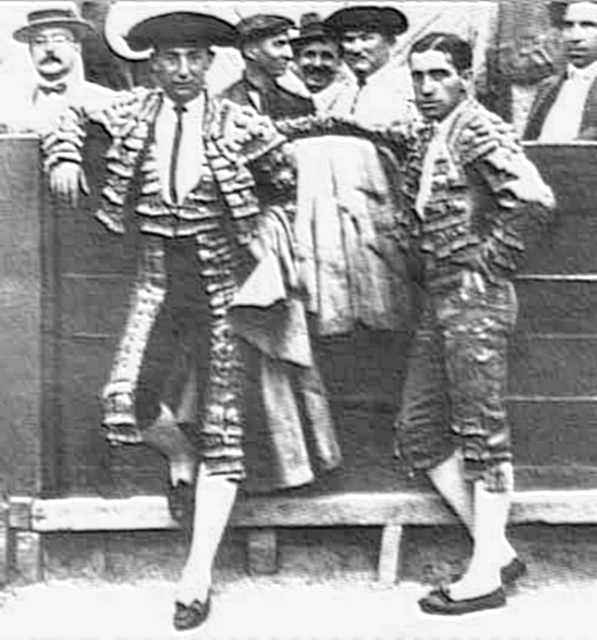
I famosi toreri Joselito e Belmonte (anni venti-trenta)

Le regole sono più o meno definite anche se vi possono essere varie differenze da caso e caso. In genere in una corrida ci sono tre toreri e sei tori che si alternano.
I tori utilizzati per una corrida provengono tutti da allevamenti specializzati (ganaderías), di cui la maggior parte si concentra nelle regioni dell'Andalusia e dell'Estremadura, le zone della Spagna a più forte tradizione taurina.
Generalmente in una corrida tutti i tori derivano dal medesimo allevamento. Fanno eccezione le corridas concurso (corride concorso), in cui ogni toro rappresenta un allevamento diverso, e dove i vari allevamenti concorrono in una gara per un premio, che viene assegnato all'allevamento che ha portato il toro migliore per aspetto e comportamento.
All'inizio della corrida tutte le persone che verranno coinvolte escono nell'arena, sfilando in un corteo (paseillo) davanti al pubblico. Entrano per primi due alguaciles o alguacilillos, araldi a cavallo in costume del XVII secolo, i quali chiedono simbolicamente al presidente, unico giudice della corrida, le chiavi della porta da dove usciranno i tori. Poi i tre toreri, seguiti dalle rispettive cuadrillas composte da due picadores a cavallo, tre banderilleros e dagli incaricati di ritirare il corpo del toro dopo che questo sarà stato sacrificato. Ogni faena (con uno dei sei tori) è poi suddivisa in tre parti, i cosiddetti tercios.

### Tercio de varas
Nella prima parte (tercio de varas) il toro esce dalla porta del toril, recando sul dorso l'arpón de divisa, un nastro con i colori dell'allevamento, fissato a un arpioncino che gli è stato appena conficcato nel garrese. Solitamente il toro compie un giro completo dell'arena dirigendosi alla sua destra, alla ricerca di una via d'uscita o per misurare lo spazio in cui si trova. Se il bovino appena uscito compie il giro verso sinistra, si dice che il toro ha salido contrario. Il torero ne studia le mosse per determinarne le capacità fisiche, la rapidità dei riflessi, la direzione preferita nell'attacco e via dicendo. Per provocare le cariche (embestida) del toro egli utilizza il capote, un grande drappo di tela irrigidita e appesantita da bagni in gomma liquida. Questo drappo ha solitamente un colore rosa acceso sulla faccia esterna e giallo su quella interna. È il turno quindi dei picadores che a cavallo contengono l'assalto del toro con una picca mentre l'animale tenta di rovesciare il pesante cavallo bardato, a volte riuscendoci. Il cavallo indossa il peto, o caparazón, una sorta di armatura trapuntata che protegge ventre e arti, e anche il picador indossa parastinchi e calzature pesantemente imbottite.
Nel colpire il toro, il picador utilizza la vara de picar o puya, una picca con un manico in legno di frassino lungo 280 cm e una punta in acciaio forgiata a piramide a tre lati, fornita alla base di un arresto anch'esso metallico (fino agli anni Settanta un disco, oggi in forma di sbarretta trasversale) che ha la funzione di impedire la penetrazione del manico nelle carni dell'animale. La legge spagnola 4 aprile 1991 n. 10 o Ley Nacional Taurina che regola le corride prevede che il toro venga colpito con quest'arma alla base del morrillo, cioè nel muscolo del collo, almeno due volte. Alcuni tori continuano tuttavia a caricare cavallo e cavaliere dopo aver ricevuto anche cinque o sei puyazos (cioè colpi di puya o vara de picar); in questi casi in genere il picador rovescia la vara e simula il colpo colpendo il toro con il manico di quest'ultima, per non debilitarlo oltre il dovuto prima del tempo. Il compito del picador è quello di mettere il toro in condizioni di inferiorità, costringendolo a tenere la testa abbassata.
A questo punto i peones si occupano, con i capotes, di distrarre il bovino, consentendo l'uscita di scena a cavalli e cavalieri.
Il tercio de varas ha un duplice obiettivo: valutare e valorizzare la reale bravura del toro e ridurne la forza e l'ardore.

### Tercio de banderillas
Ora inizia la seconda fase in cui i tre banderilleros, o in alcuni casi il torero stesso, provocano le cariche del toro esclusivamente con i movimenti del proprio corpo e infilzano tre paia di banderillas nel dorso del toro, in una zona situata un po' più indietro rispetto a quella colpita dai puyazos.
Le banderillas sono asticciole lignee lunghe 70 cm, coperte da nastri colorati di carta crespa e terminanti con un arpioncino in acciaio, lungo 6 cm e largo 4. La punta della banderilla non è fissata direttamente sul palo di legno, bensì è attaccata a un cilindretto corto, collegato con una breve cordicella al palo stesso e alloggiato all'interno di una cavità. Quando la banderilla viene conficcata sul dorso del toro e inizia a oscillare, la punta si sfila dal palo di legno in modo che l'asta colorata, anziché restare ritta, penzoli lateralmente, trattenuta soltanto dalla cordicella.
Nelle corride che non prevedono l'uccisione dell'animale, come per esempio quelle comiche, si utilizzano a volte banderillas speciali, dalla punta molto piccola e con il palo a sezione molto ridotta, che offrono un effetto scenografico simile a quello delle banderillas vere ma riducendo quasi a zero i danni sull'animale; al contrario, nelle corride con messa a morte, sui tori che hanno rifiutato l'incontro con il picador si utilizzano aste con una punta di dimensioni maggiori del solito, in modo che sostituiscano almeno parzialmente l'effetto della vara de picar. Queste banderillas hanno la carta ornamentale di colore nero e sono considerate un grande disonore per l'allevatore del toro che le riceve.
Esistono inoltre banderillas speciali per occasioni particolari, con il palo di legno di lunghezza più corta, fino alle cosiddette rose, praticamente prive di palo e con l'ornamento di carta in forma di fiore. Collocare banderillas di questo tipo è molto più rischioso in quanto richiede che il torero si avvicini molto di più alle corna dell'animale. Si usano comunque molto raramente.
Le punte non penetrano in profondità nel muscolo del toro e, al contrario della vara de picar, producono ferite tutt'altro che gravi; al contrario, la loro funzione è quella di correggere eventuali difetti che il toro ha evidenziato oppure quella di rivitalizzare il toro dopo l'impegnativa prova alla picca.
La Ley taurina prevede che al toro vengano conficcate nel dorso, a due a due, sei banderillas; tuttavia, se il bovino ha ricevuto molti colpi di vara, il presidente può decidere di limitarne il numero a quattro.

### Tercio de muleta
Quando il toro ha sul dorso le banderillas e comincia a dare segni di cedimento (i bovini, a differenza dei cavalli, hanno uno scatto fulmineo ma una resistenza molto limitata, e accumulano acido lattico con molta facilità), ha inizio la fase saliente e più famosa della lidia. Il torero depone l'ampio e pesante capote e lo sostituisce con la muleta, un drappo più piccolo di flanella scarlatta, avvolto intorno a una gruccia lignea che lo mantiene disteso in modo da poterlo impugnare con una sola mano. Nell'altra, nascosta dietro la schiena, impugna una spada da lidia, ovvero una spada finta da ornamento senza lama e punta acuminata che il matador utilizzerà anche più volte per sorreggere la muleta.
Durante la faena de muleta le cariche del toro si fanno sempre più morbide e pausate, sempre con la testa abbassata. Il torero dà prova durante questo tercio di tutto il suo coraggio, avvicinandosi sempre di più al toro e cercando di abbellire e collegare ogni incontro a quello successivo.
La Ley taurina prevede che il torero uccida il toro entro il decimo minuto del tercio de muleta: se così non avviene, ovvero se il torero ha vibrato il colpo a vuoto, o raggiungendo il toro in un punto non vitale, dall'alto degli spalti viene suonato uno squillo di tromba per avvertire l'uomo che deve affrettarsi (avviso).
Se entro il tredicesimo minuto il toro è ancora vivo, viene suonato un secondo avviso: il torero, a questo punto, usa di solito un estoque de descabellar, una spada più piccola con una sbarretta trasversale in prossimità della punta, per dare al toro, spesso già ferito a morte, il colpo di grazia. Ovviamente un'uccisione di questo tipo è molto meno "gradita" agli spettatori di quanto non accada quando il torero uccide il quadrupede al primo colpo.
Se il torero non dovesse ucciderlo nemmeno questa volta, allo scadere del quindicesimo minuto suona il terzo avviso: il torero ha fallito e il toro, moribondo ma vivo, verrà finito con un pugnale da uno dei peones. Il matador verrà fischiato.

### Ricompense
A seconda del comportamento del torero e della qualità del toro, il presidente, su richiesta del pubblico, può offrire al torero un giro di trionfo tutt'intorno all'arena (vuelta al ruedo), una o le due orecchie del toro o, come massimo onore, la coda, che vengono tagliate una volta che l'animale è stato ucciso. Infine il toro viene trascinato fuori dall'arena per essere macellato.
Anche per il toro sono previsti dei "premi": se esso ha lottato con onore, il suo corpo sarà trascinato fuori dall'arena molto lentamente, tra gli applausi della folla.
Se il comportamento del toro in combattimento è giudicato eccezionale, può succedere che si decida di salvargli la vita per farne un riproduttore, cosicché tramandi le sue caratteristiche alle generazioni successive; un tempo questo evento era rarissimo, ma oggi avviene con sempre maggiore frequenza. Questo premio è definito indulto (grazia) e costituisce il massimo premio per il toro. In questo caso, la stoccata è soltanto simulata. La Ley taurina impone che essa venga eseguita con una banderilla a cui viene di solito spezzata la punta; alcuni toreri, come Enrique Ponce, preferiscono tuttavia simulare il colpo mortale a mani nude.
Il toro viene poi fatto rientrare nei corrales con l'ausilio dei capotes, o, se questo non dovesse bastare, guidato da una mandria di buoi, spesso tenuti nei recinti delle arene proprio per questo scopo. In casi eccezionali, come quello del famoso Belador, toro graziato nell'arena di Las Ventas di Madrid su richiesta del torero Ortega Cano, può essere necessario l'intervento di un cane da pastore.

### Cure dopo l'eventuale indulto
Il toro indultado diventa oggetto di tempestive cure veterinarie, volte a farlo guarire e recuperare il più in fretta possibile per farne un riproduttore (semental).
Una prima cura viene realizzata dallo staff medico dell'arena sempre presente all'interno dei corrales, i recinti dove gli animali vengono portati qualche ora prima della rappresentazione, anche per prestare soccorso ai toreri eventualmente feriti. Prestare i primi soccorsi all'animale è un'operazione molto difficile: il toro è ancora molto scosso e nervoso e occorre quindi immobilizzarlo con funi all'interno di un cassone. Dopodiché le ferite vengono lavate con abbondante soluzione disinfettante e un chirurgo veterinario provvede alla rimozione degli arpioncini delle banderillas rimasti nella carne con un bisturi affilato. L'asta lignea viene di solito recisa con un troncarami.
In seguito, dopo aver anestetizzato il toro, un chirurgo esperto provvede all'esame delle ferite (quelle provocate dai puyazos sono spesso molto profonde e abbastanza gravi), alla rasatura del pelo in prossimità delle stesse e all'inserimento di sonde per il drenaggio e lo scolo dei liquidi, quindi le aperture vengono suturate.
Se il toro supera i primi due-tre giorni, che sono i più critici, può dirsi di solito fuori pericolo. Tuttavia, la gravità delle ferite dovute ai puyazos, che talvolta arrivano a lesionare il polmone e la pleura, fa sì che molti tori muoiano proprio nei primi giorni dopo l'indulto. In seguito quelli che sopravvivono non sembrano manifestare particolare paura o aggressività nei confronti degli esseri umani.

### Linguaggio dei fazzoletti
Il presidente espone sul palco presidencial fazzoletti di diverso colore per decidere quale premio spetti al torero: un orecchio, due orecchie o la coda. Nel caso in cui il toro non venga ritenuto capace di combattere, il presidente, mostrando un fazzoletto verde, ne può chiedere il cambio.
Allo stesso modo, un fazzoletto azzurro accorda al toro ormai morto la vuelta al ruedo, mentre un fazzoletto arancione, esposto ovviamente prima che il torero vibri il colpo con la spada, decreta che l'animale è meritevole dell'indulto. Quest'ultimo è spesso richiesto prima dal pubblico, che manifesta la sua volontà agitando fazzoletti bianchi.

## Altri tipi di corrida

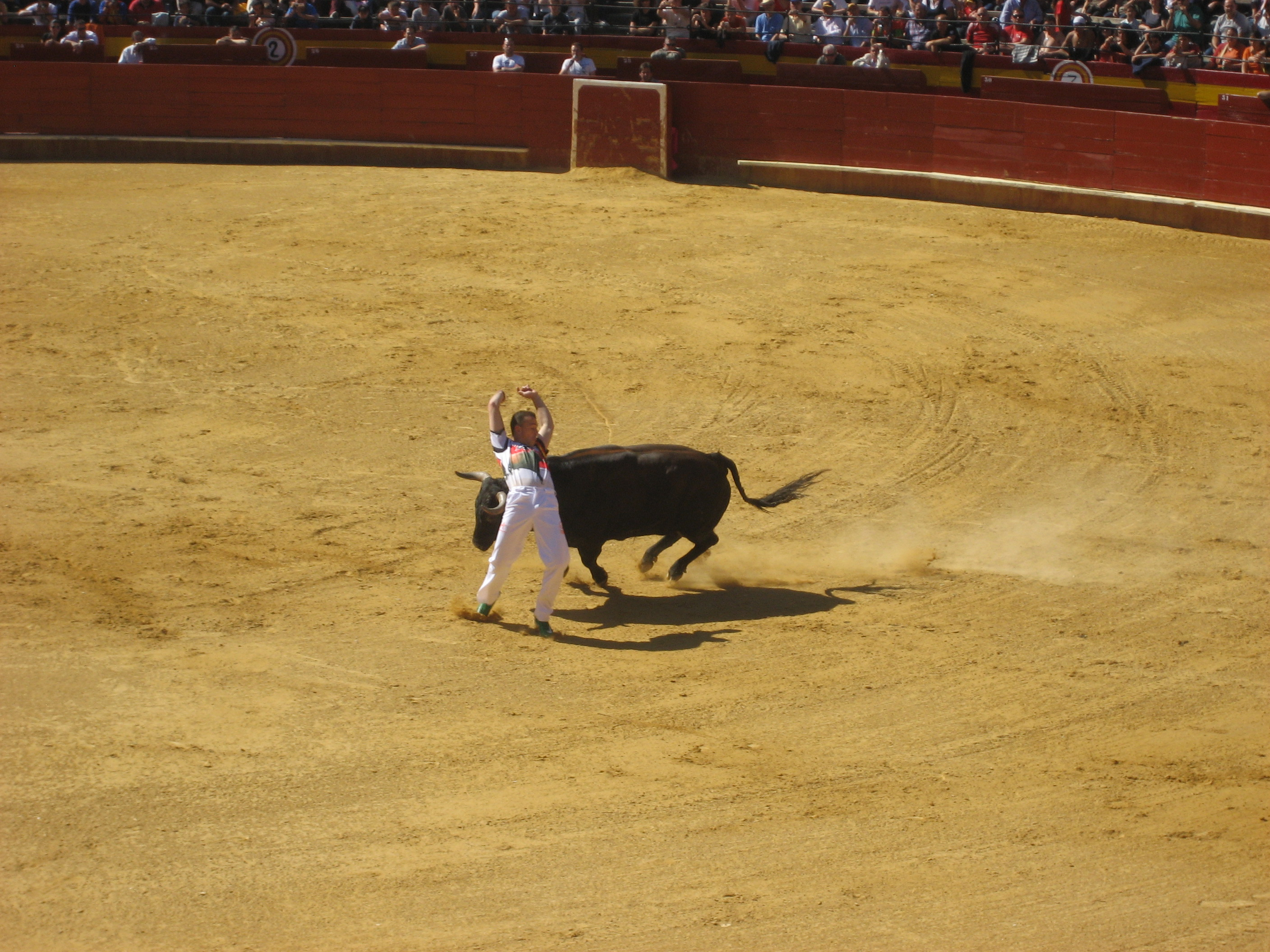
Scena di un recortador durante il III concurso nacional de recortes (Valencia, 2008).

Oltre che la tradizionale corrida a pié, cioè con il torero che affronta il toro a piedi, ne esiste anche una che prevede che il torero monti a cavallo, privo di protezioni. Quest'ultimo tipo è detta rejoneo.
Esistono anche manifestazioni non cruente di tauromachia, ad esempio lo spettacolo dei recortes, che consiste nell'affrontare il toro a mani nude, provocandolo alla carica per poi evitarlo all'ultimo istante tramite una schivata o un salto.

## Lacarne de lidia
Dopo la rituale uccisione nell'arena, le carcasse dei tori che hanno combattuto la corrida vengono trasferite in un reparto macelleria all'interno dell'arena stessa dove vengono scuoiate, disossate e sezionate fino a trasformarle in un prodotto pronto per il consumo. Sulla reale qualità di questa carne le opinioni sono discordanti: mentre da un lato alcuni esaltano la sua naturalità dovuta all'allevamento completamente biologico, altri evidenziano difetti come la durezza (si tratta in genere di animali di almeno 4 anni d'età in luogo dei consueti 2 anni del tipico bovino adulto commerciale), il dissanguamento solo parziale dovuto alle modalità di uccisione, nonché la necessità di un periodo di frollatura come per la selvaggina. La carne de lidia gode comunque tuttora di considerazione quale ingrediente essenziale in numerose specialità culinarie spagnole, specie andaluse; la produzione di questa carne costituisce poco meno dell'1,5% dell'intera produzione carnea bovina nazionale.

## Critiche
Le associazioni animaliste considerano la corrida una tortura legalizzata inflitta al toro senza alcuno scopo.
Il gruppo musicale ska punk spagnolo Ska-P ha inserito nell'album Planeta Eskoria del 2000 la canzone Vergüenza e nell'album Lágrimas y gozos del 2008 la canzone Wild Spain, nella quale dichiara i propri sentimenti nei confronti del matador. La band ska punk italiana Punkreas ha inserito nell'album Paranoia e potere del 1995 la canzone Acà Toro in cui prende posizione contro la corrida. Il rapper Caparezza, contrario alla corrida, ha inserito nell'album Habemus Capa del 2006 la canzone Dalla parte del toro, così come Renato Zero con il brano Il toro nell'album La coscienza di Zero. Il cantautore francese Francis Cabrel nell'album Samedi Soir Sur La Terre canta la canzone La Corrida, rappresentandone l'evento dal punto di vista del toro.
Il cantautore ed ex leader degli Smiths, Morrissey, da sempre in prima linea a difesa dei diritti degli animali, nel 2014 ha pubblicato il brano The Bullfighter Dies, in cui esulta della morte del torero e gioisce per la salvezza del toro, delineando un vero e proprio manifesto per l'abolizione della corrida.
Il 28 luglio 2010 il parlamento catalano ha messo fuori legge le corride a partire dal 2012, approvando una iniziativa popolare firmata da oltre 180.000 cittadini ma il 21 ottobre 2016 il Tribunale Costituzionale ha annullato la legge catalana per vulnerare le competenze dello Stato sostenendo che la corrida de toros fa parte del "patrimonio culturale" e deve essere garantito e preservato.
Il 12 novembre 2013, la tauromachia, tutto ciò che la compone, così come il suo patrimonio, le tradizioni e la cultura legate al toro, nonché gli eventi artistici e culturali, comprese le corride, sono stati protetti e dichiarati patrimonio culturale attraverso la legge 18/2013.

## Corrida nella letteratura
Nel 1932 Ernest Hemingway scrisse Morte nel pomeriggio, libro interamente centrato sulla corrida e sulla realtà multiforme che ad essa si accompagna. Hemingway tornò sull'argomento corrida con il romanzo Un'estate pericolosa scritto tra il 1959 e il 1960 e pubblicato postumo; nel libro viene descritta la sfida tra due matador, Antonio Ordóñez e Luis Miguel Dominguín. Altri riferimenti alla corrida si ritrovano in Fiesta e Per chi suona la campana.
In italiano esistono due libri che raccontano il mondo della corrida mescolando finzione e realtà. Nel 1955 Max David pubblicò Volapié, lodato dallo stesso Hemingway. Al 2011 risale invece l'uscita di Il toro non sbaglia mai di Matteo Nucci, storia dell'incontro fra un torero fallito e un italiano appassionato attraverso cui viene spiegata ogni fase della corrida e i suoi significati. Un'ampia bibliografia correda il libro che è anche un percorso nella letteratura, nel cinema e nell'arte ispirati alla tauromachia.

## Corrida nella musica
- Georges Bizet - l'opera Carmen
- Ska-P – Vergüenza
- Ska-P – Wild Spain
- Caparezza – Dalla parte del toro
- Marco Mengoni – Solo (Vuelta al ruedo)
- Francis Cabrel – La corrida
- Punkreas – Aca' Toro
- Morrissey - The Bullfighter Dies
- Renato Zero - Il toro
- Umberto Bindi - Appuntamento a Madrid
- Rocio Jurado - Viva el Pasodoble

## Galleria d'immagini

### Fasi della corrida

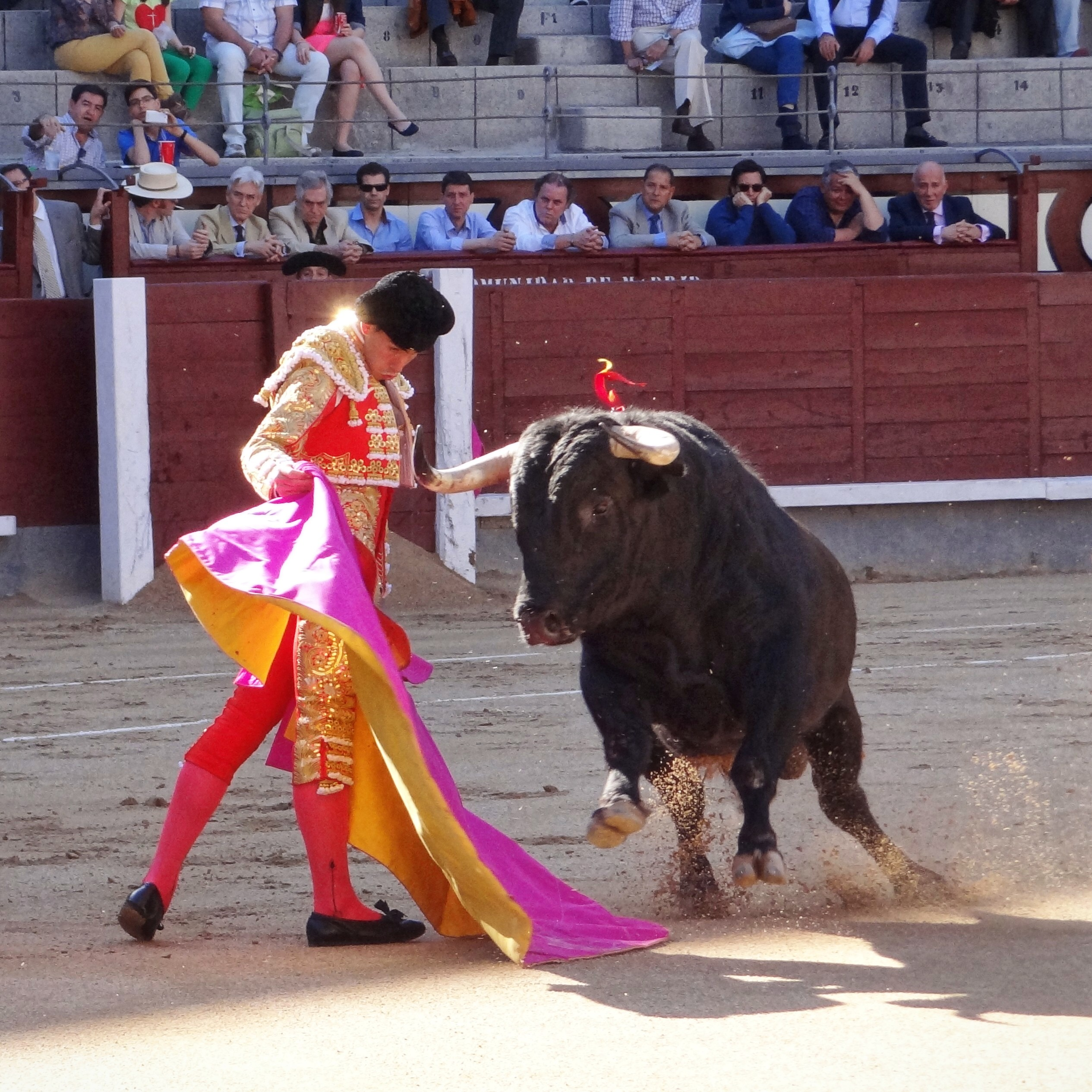
Tercio de varas: Suerte de capote.
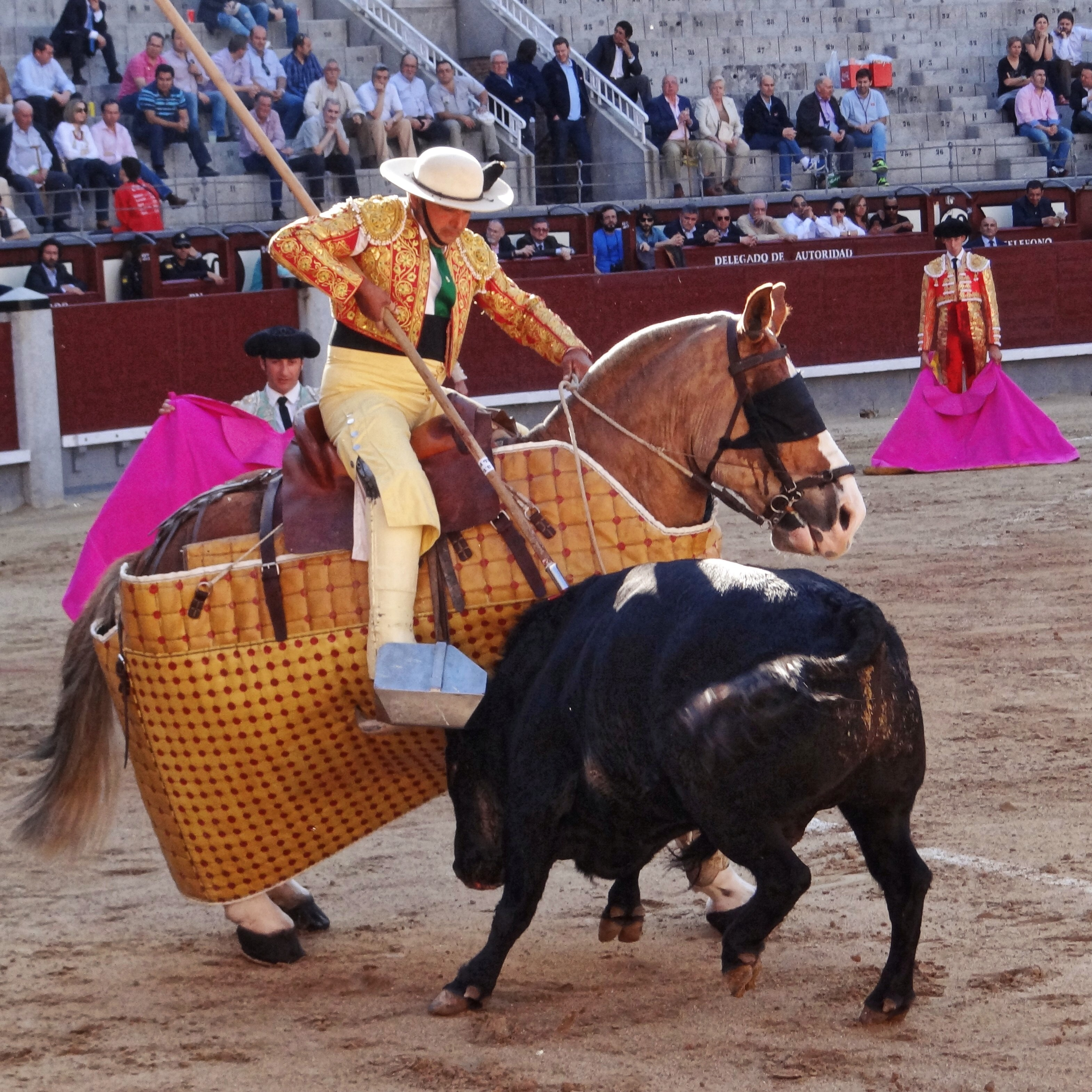
Tercio de varas: il picador su un cavallo bardato e bendato ferisce la groppa del toro con una picca.
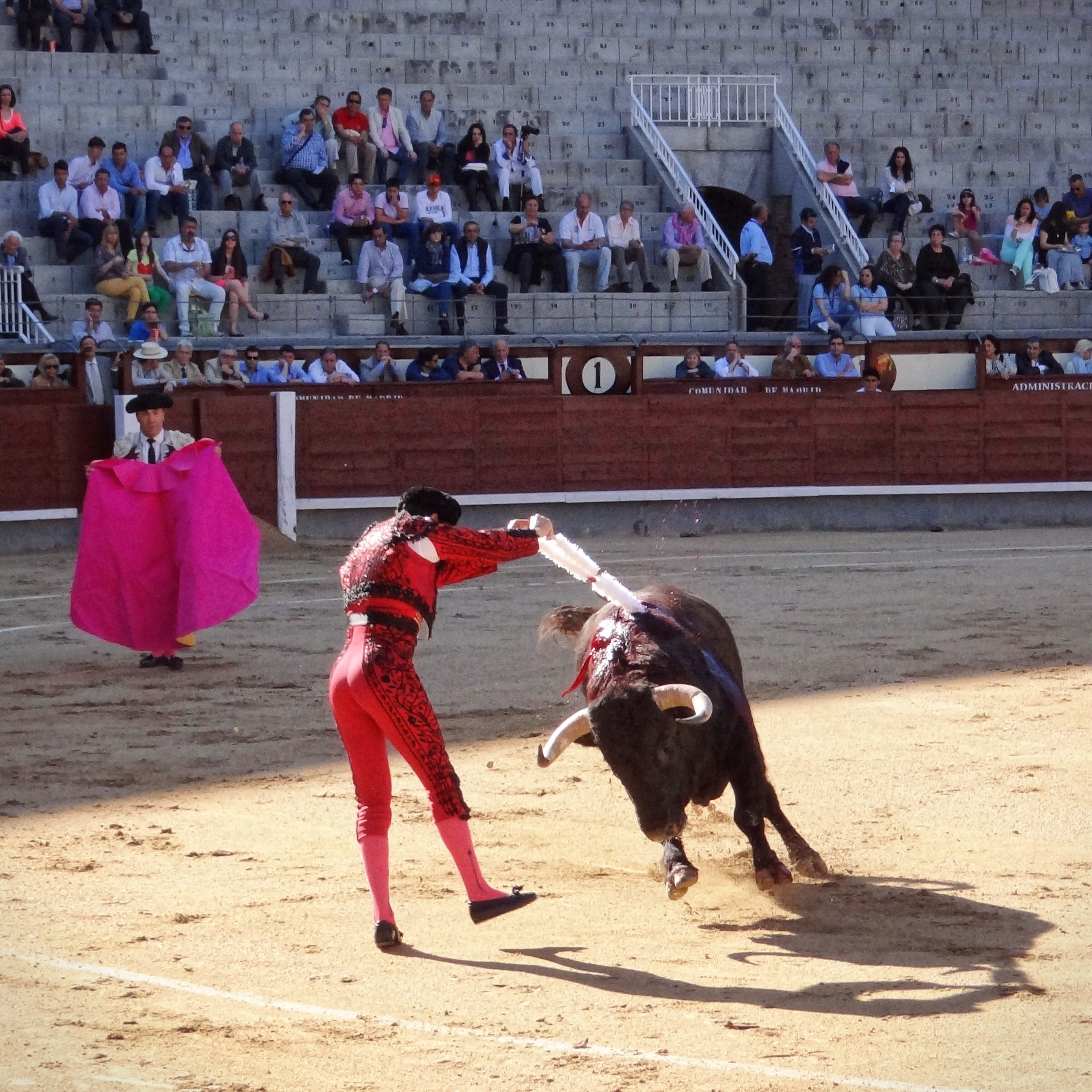
Tercio de banderillas: il banderillero infilza le banderillas sulla groppa del toro.
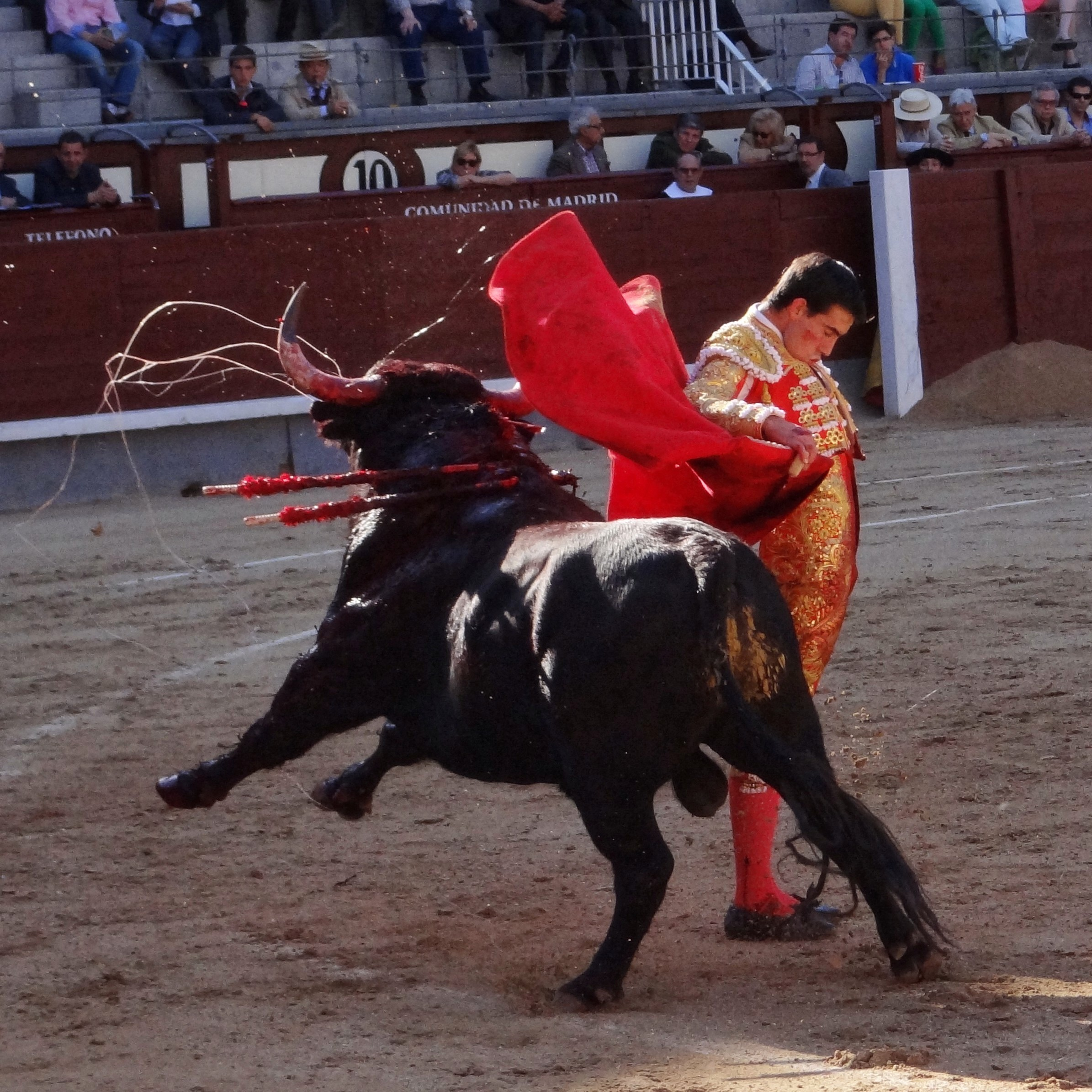
Tercio de muleta: Suerte de muleta.
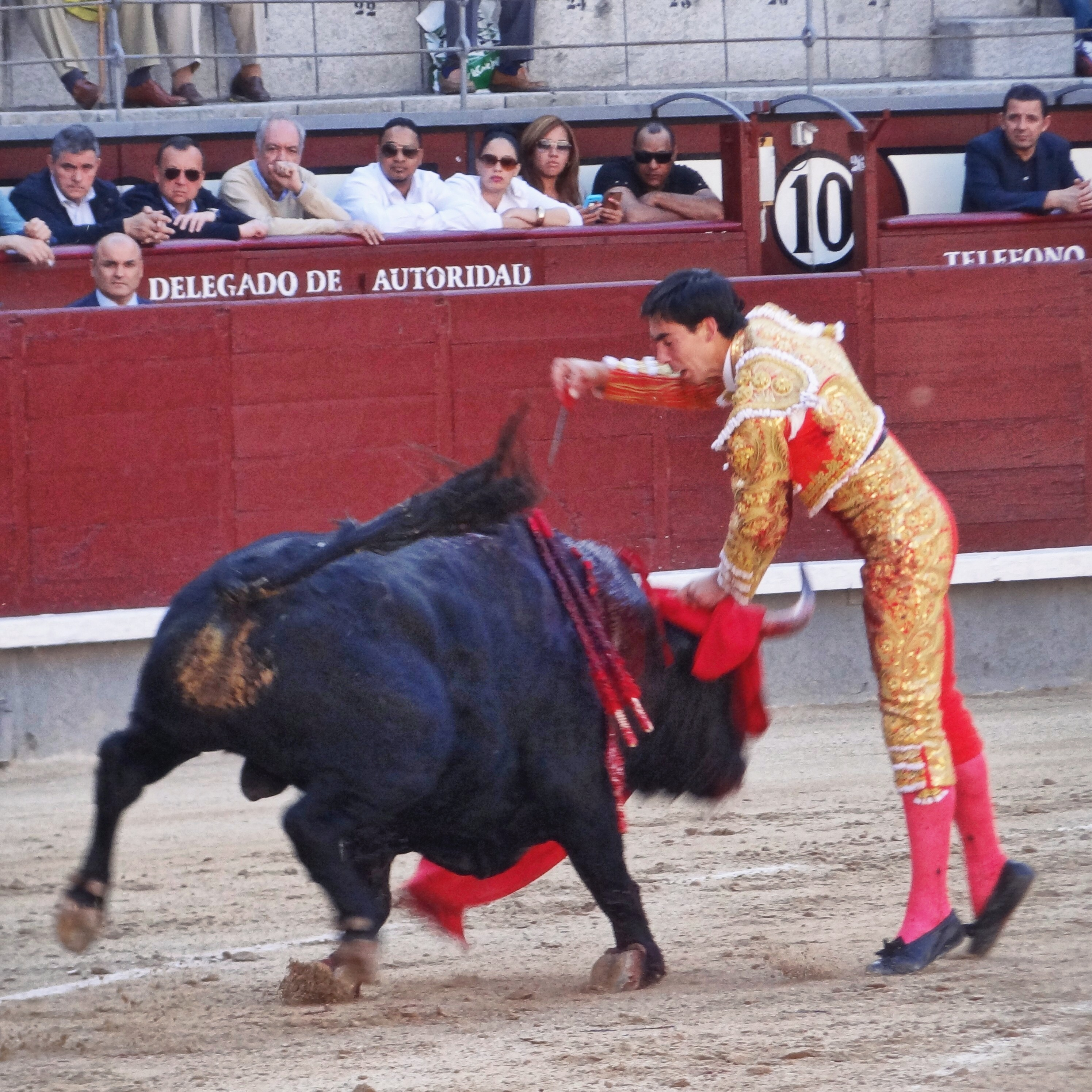
Tercio de muleta: il matador infilza la sua spada nel toro.
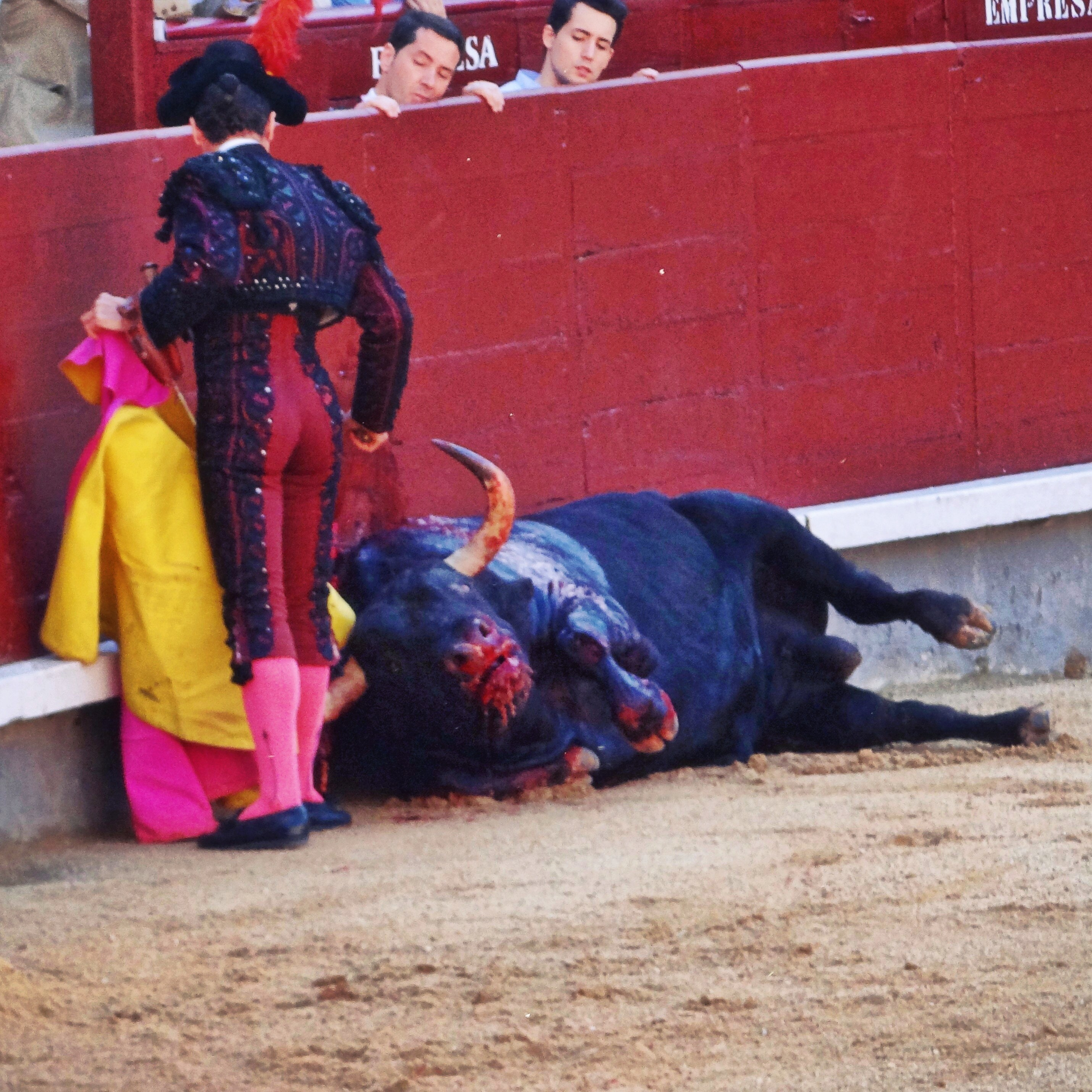
Tercio de muleta: il toro colpito a morte si accascia al suolo.
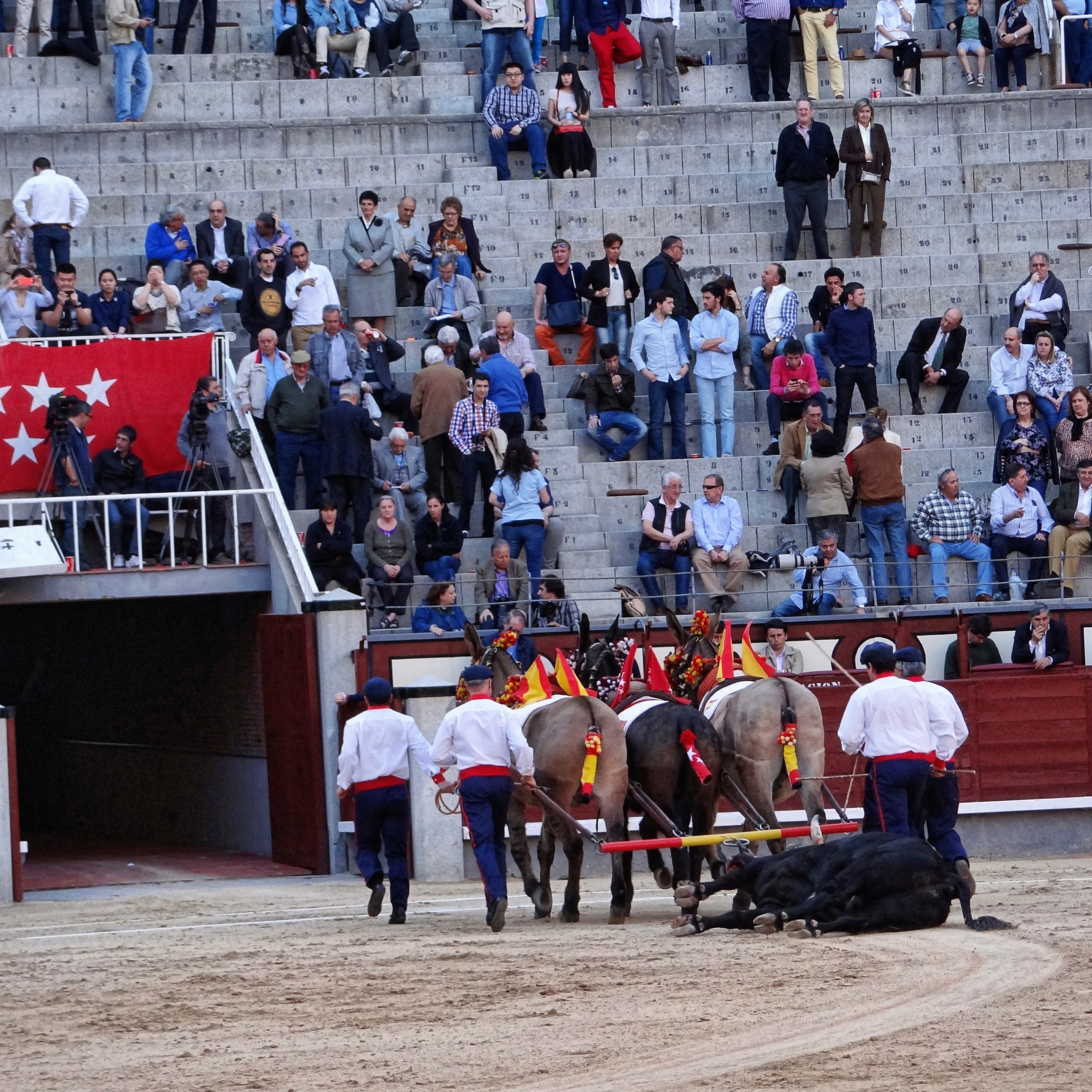
Il toro morto viene trascinato via dall'arena.